# オーゲ・ニールス・ボーア
オーゲ・ニールス・ボーア（アーゲ・ニールス・ボーア、Aage Niels Bohr デンマーク語発音: [ˈɔːwə ˈne̝ls ˈpoɐ̯ˀ] ( 音声ファイル)、1922年6月19日-2009年9月8日）は、デンマークの物理学者。物理学者ニールス・ボーアの四番目の息子として生まれ、父および父と親交を持っていた物理学者たちに囲まれて育ち、彼自身も物理学の道に進んだ。1975年、核物理学分野で挙げた業績が評価され、ノーベル物理学賞を受賞。

## 来歴
コペンハーゲン生まれ。両親に物理学者ニールスとマルグレーテ(Margrethe)を持ち、幼少の頃からヴォルフガング・パウリやヴェルナー・ハイゼンベルクら著名な物理の巨人たちの影響を受けた。成長後彼自身も物理学の道を志した。第二次世界大戦中はナチスの侵攻を懸念した父とともにアメリカに渡った時期もあったが後に帰国。1946年、ニールスはコペンハーゲン大学の理論物理学ニールス・ボーア研究所に加わり、1963年から1970年にかけては所長職も務めた。
1948年に同僚のベン・ロイ・モッテルソンと共に原子核に関する諸理論をモノグラフに整理する研究に着手し、これを著作『Nuclear Structure』（第1巻『Single-Particle Motion』(1969年)、第2巻『Nuclear Deformations』(1975年)発表）として纏め上げた。また、この2人は1953年には共同で「集団運動模型(統一模型)」を提唱し、レオ・ジェームス・レインウォーターの理論を補完した。1985年11月、北京大学より名誉博士号が授与されている。

## 受賞歴
- 1960年 ハイネマン賞数理物理学部門
- 1963年 ピウス11世メダル
- 1972年 ラザフォードメダル賞
- 1975年 ノーベル物理学賞